# Jacob Otten Husly

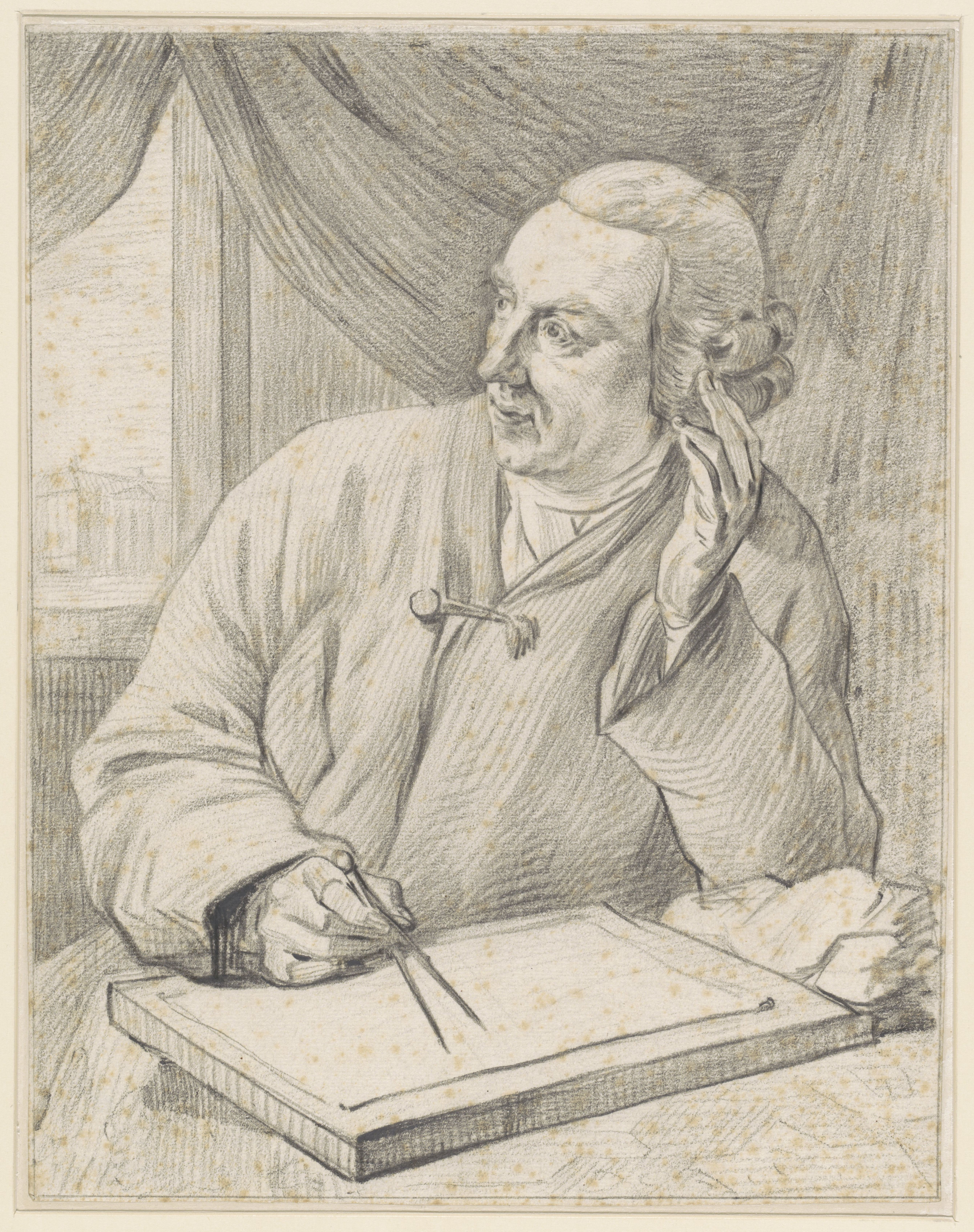
Portret van Husly. Krijttekening van Taco Scheltema in het Rijksmuseum.

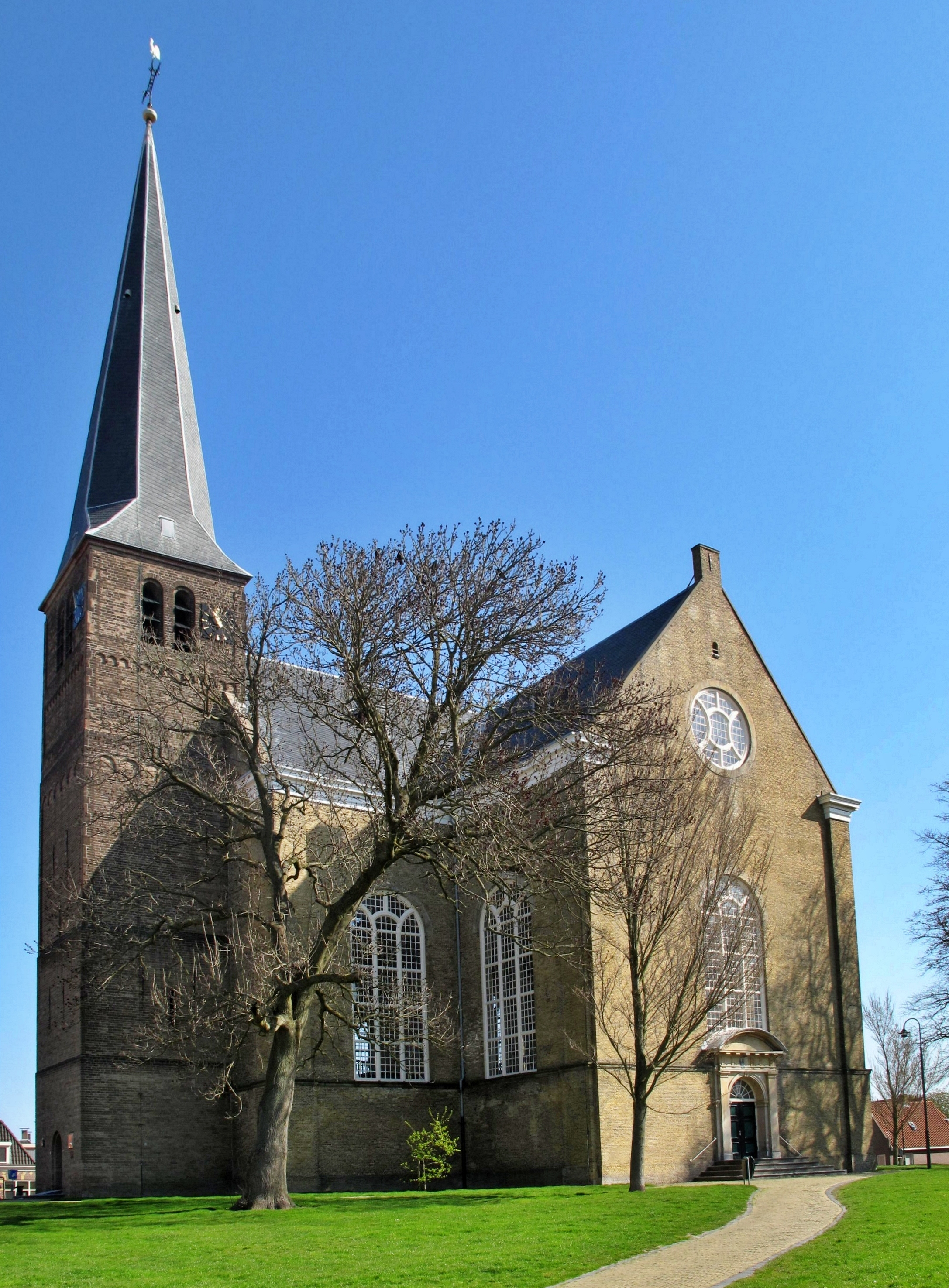
De Grote Kerk van Harlingen uit het zuidwesten.

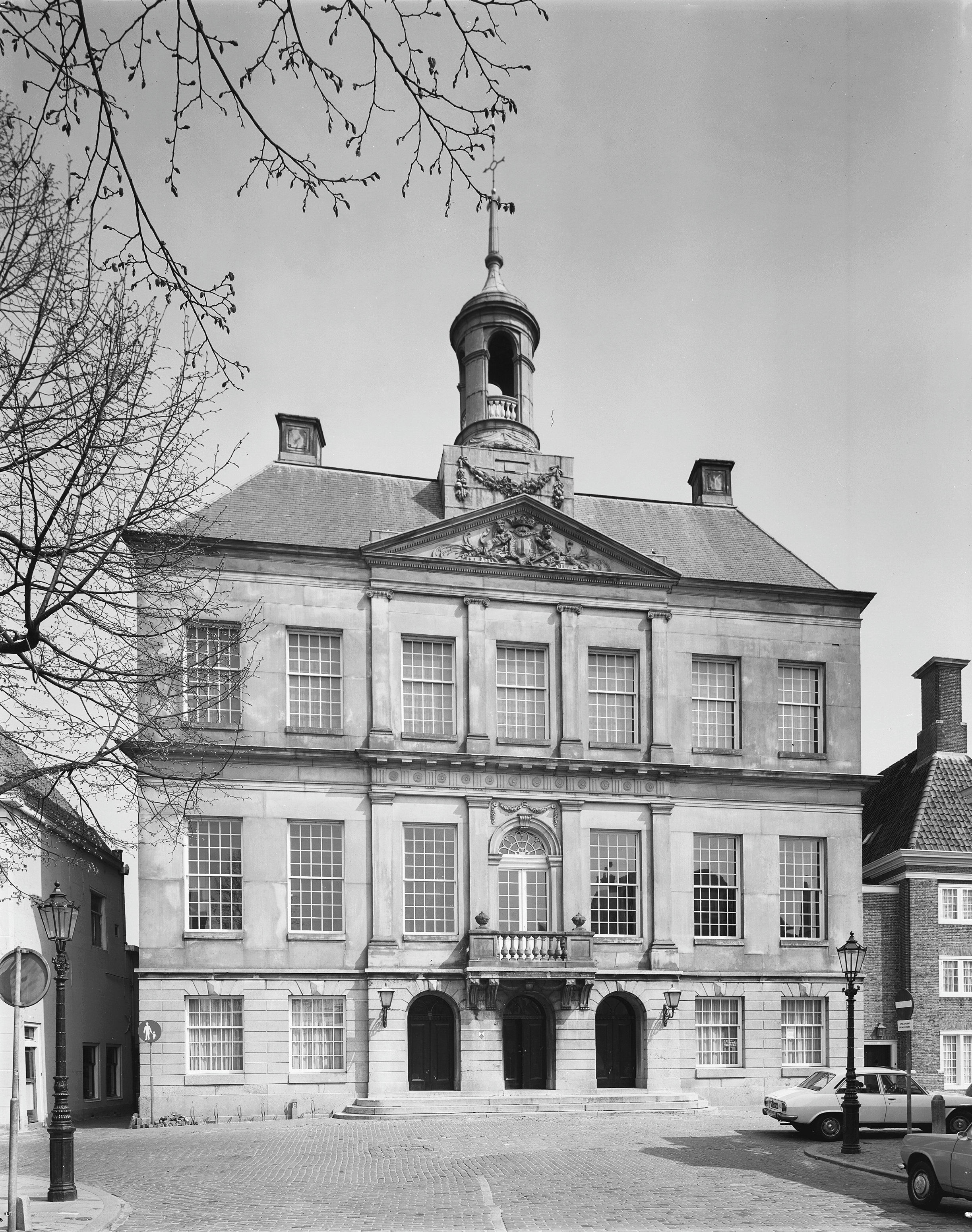
Voorgevel van het stadhuis van Weesp.

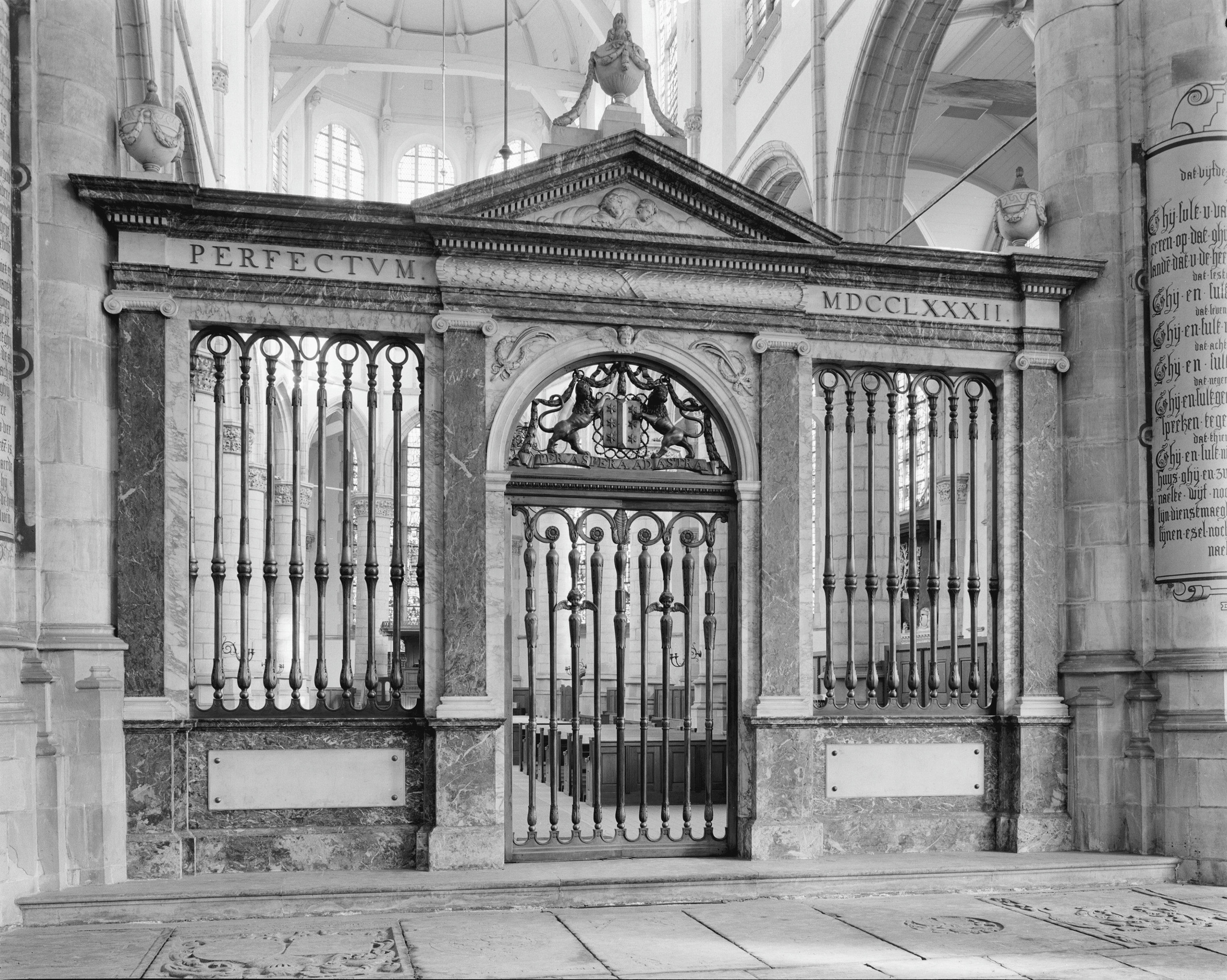
Het koorhek in de Janskerk in Gouda.

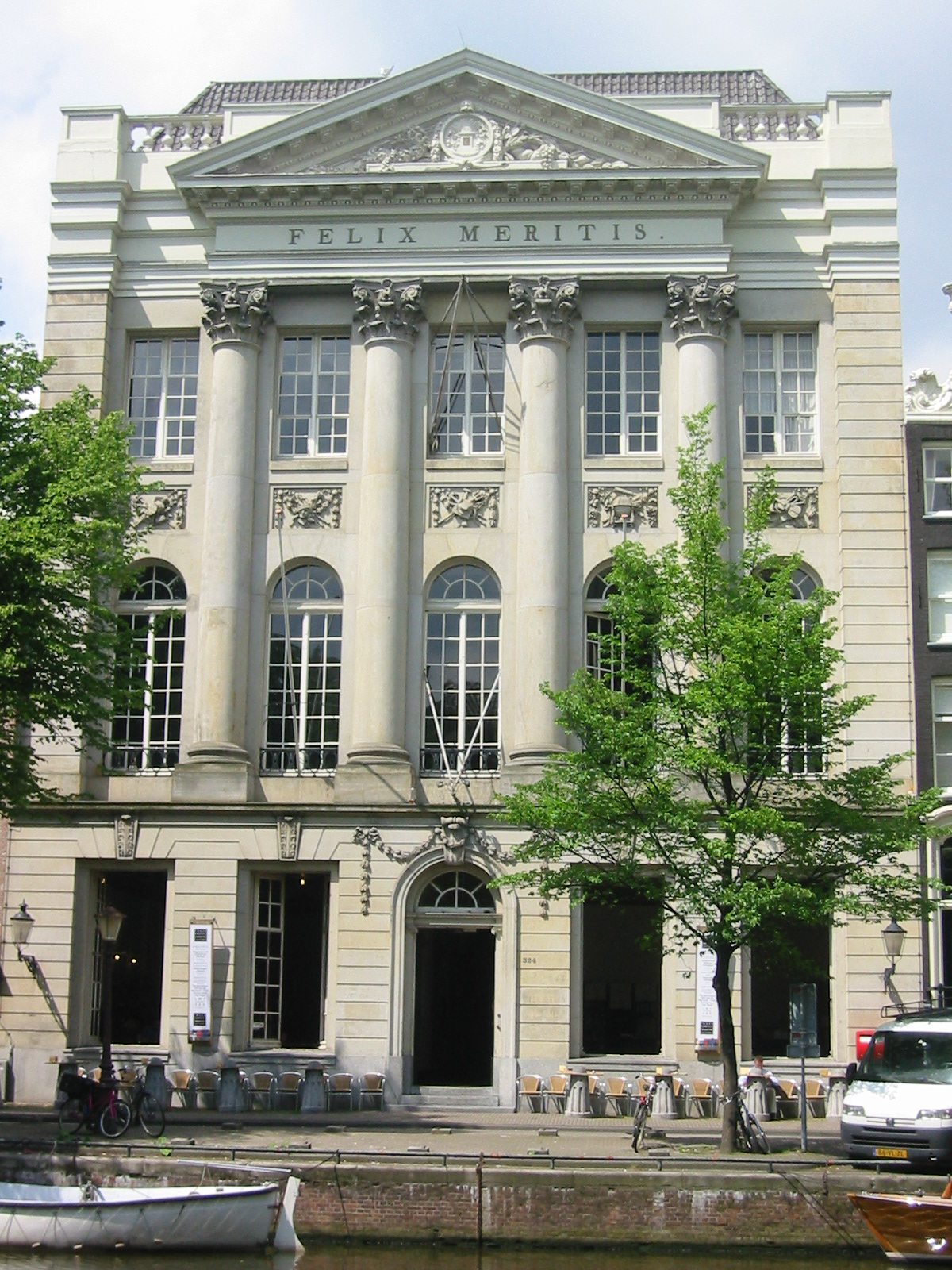
Voorgevel van Felix Meritis aan de Keizersgracht in Amsterdam.

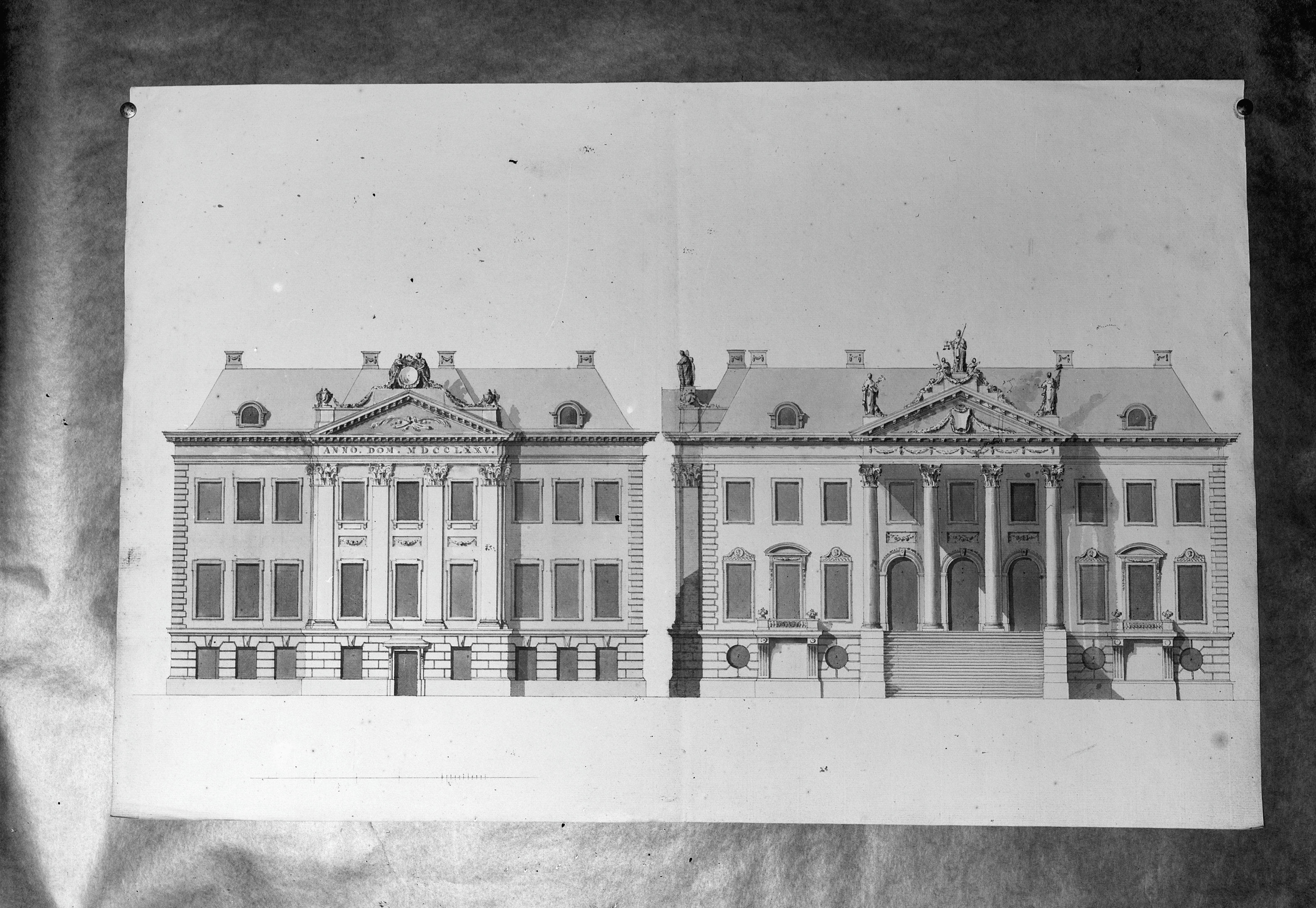
Het winnende ontwerp van Husly voor het Stadhuis van Groningen uit 1775.

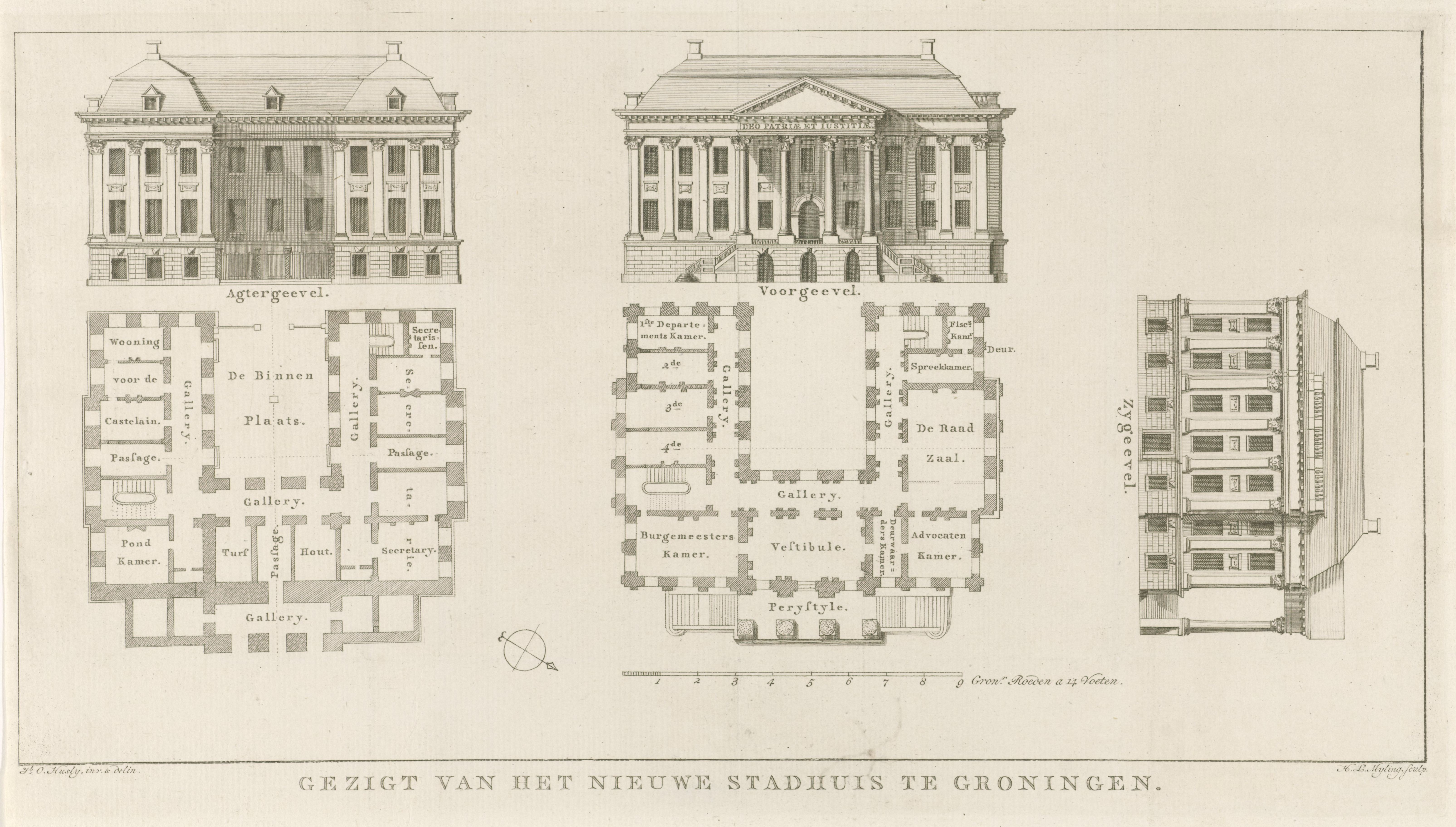
Vereenvoudigd ontwerp van Husly voor het Stadhuis van Groningen uit 1795.

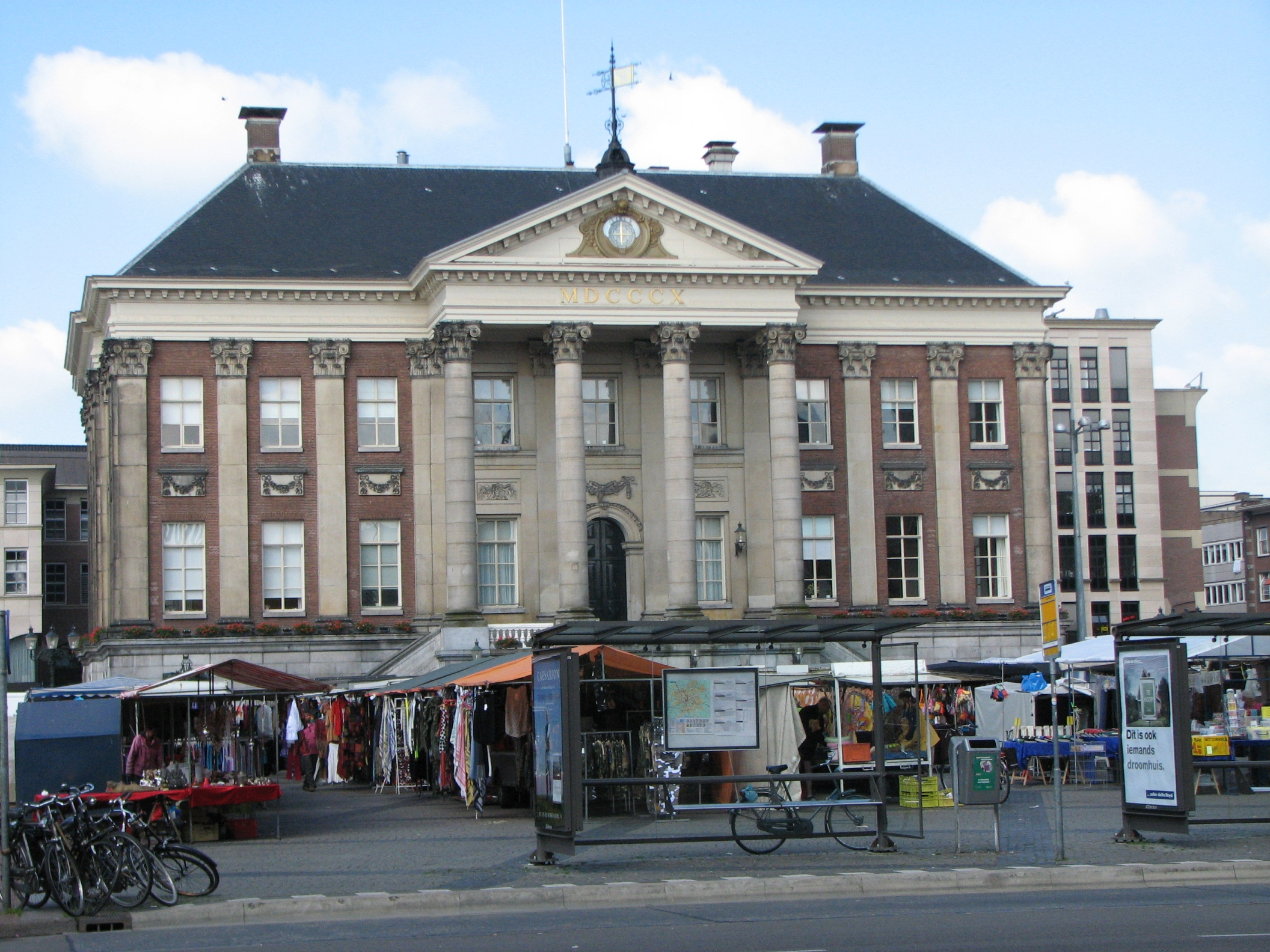
Voorgevel van het Stadhuis van Groningen als gebouwd.

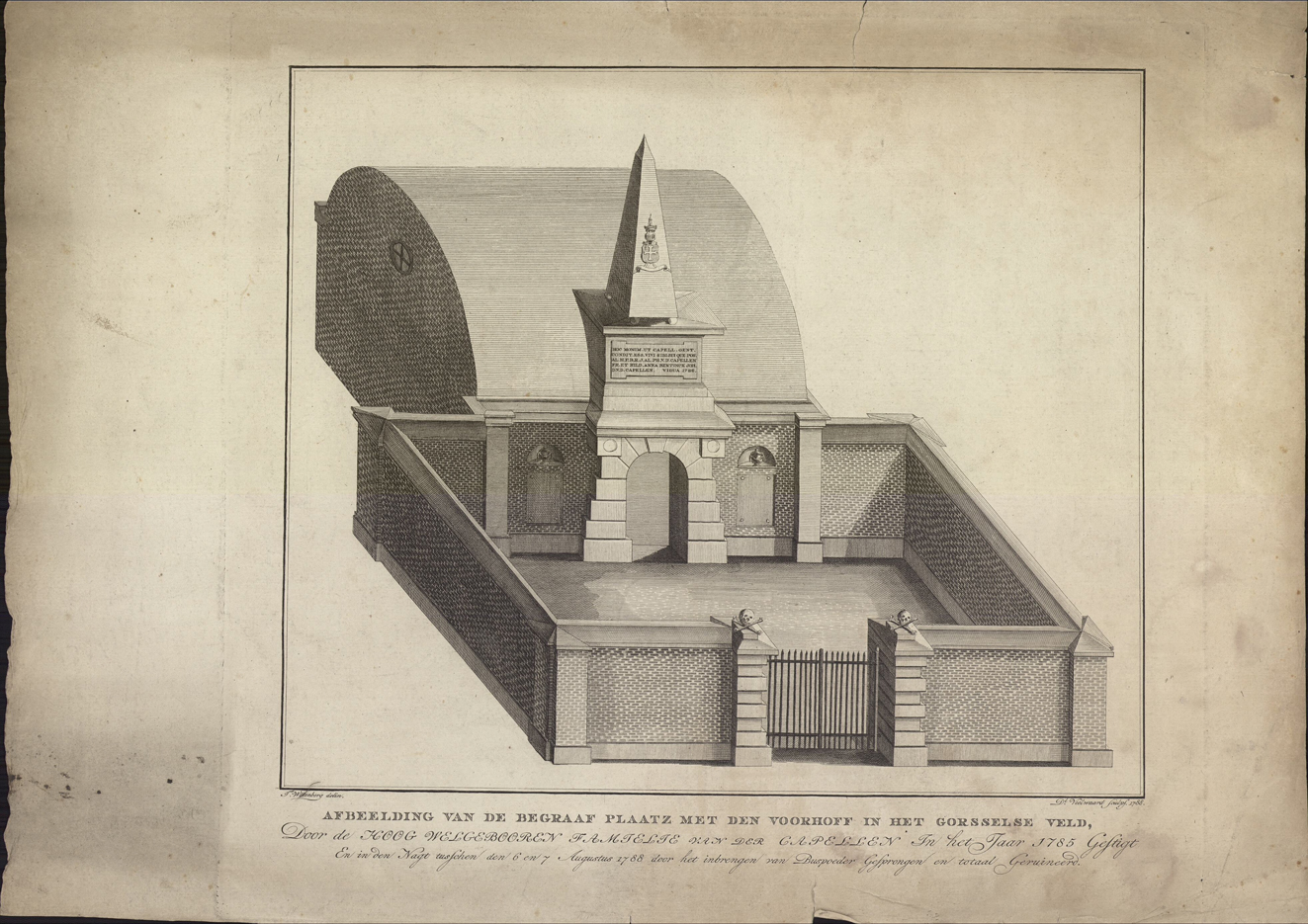
Graftombe van Joan Derk van der Capellen tot den Pol in Gorssel. Prent naar tekening van Teunis Wittenberg.

(Hans) Jacob Otten Husly (Doetinchem, gedoopt 16 november 1738 – Oosterholt, 11 januari 1796) was een Nederlandse architect en stucwerker.

## Familierelaties en levensloop
Otten Husly was een zoon van Albert Otten en Anna Hendrica Huslij. Zijn veel oudere zus Catharina Maria Otten (1718-1786) was gehuwd met de Arnhemse stadstimmerman Hendrik Viervant (1718-1775), telg uit een bekend geslacht van bouwkundigen in de Gelderse hoofdstad. Husly zou later regelmatig samenwerken met diens zoon Leendert Viervant de Jongere (1752-1801), de huisarchitect van de Teylers Stichting in Haarlem.
Al op jonge leeftijd verhuisde hij vanuit Doetinchem naar Amsterdam om daar onder leiding van zijn ooms, de toen befaamde stucdecorateurs Hans Jacob Huslij (1702-1776) en Hendrik Huslij (1706-1788), het stucwerkvak te leren. Mogelijk kwam hij dankzij hun bemiddeling in 1755 voor korte tijd bij de stucwerker Nicolaes Bruijnesteijn in dienst. Als een van de weinige bouwmeesters uit de Republiek heeft Husly in zijn jonge jaren een tijdje in Parijs doorgebracht, vermoedelijk in 1761.
Hoewel hij geboren was als Hans Jacob Otten, voegde hij vanaf ongeveer 1760 Husly (een variant van Huslij) aan zijn naam toe om deze familieband te onderstrepen, waarschijnlijk uit commerciële motieven. Husly zou zijn hele werkzame leven als stucwerker actief blijven, ook nadat hij al als architect naam had gemaakt. Daarbij voerde hij soms ook in de door hem ontworpen gebouwen zelf het stucwerk uit.

## Particulier werk in Amsterdam
In Amsterdam was Husly vooral voor particuliere opdrachtgevers werkzaam. Vanaf het begin van de jaren zestig kreeg hij veel opdrachten voor de aankleding van interieurs van bestaande grachtenpanden. Tot zijn clientèle behoorde ook de kunstverzamelaar Gerrit Braamcamp, voor wiens nieuw gekochte huis Herengracht 462 Husly al rond 1760 een stucplafond ontwierp.
Later zou hij ook enkele geheel nieuwe gevels ontwerpen, zoals Herengracht 382 (1775) voor de koopman Jan Scheerenbergh. Later volgden vermoedelijk ook Herengracht 40 (1790) en 547 (1793), waarvan het eerste gebouwd werd voor Tjeerd Anthony van Iddekinge, de zoon van de Groningse burgemeester Antony Adriaan van Iddekinge.
Ander particulier werk in Amsterdam vormde een plafond voor de nieuwe Amsterdamse schouwburg van stadsbouwmeester Jacob Eduard de Witte (1774), en mogelijk de verbouwing van het huis Herengracht 475 in 1792 en een nieuw ingangshek voor het buiten Frankendael in 1778 ten behoeve van de kunstverzamelaar Jan Gildemeester Jansz.. Ook ontwierp Husly in deze jaren meermalen elegante neoclassicistische tuinprieeltjes.
In 1769-1771 was hij voorts betrokken bij de bouw van het door Coenraad Hoeneker ontworpen Lutherse Diaconiehuis aan de Nieuwe Keizersgracht.

## Directeur van de Stadstekenacademie
In 1758 was hij mede-oprichter van de maatschappij Vriendschap vereenigt de Kunsten, een directe voorloper van de Amsterdamse Stadstekenacademie, een instelling die een belangrijke rol zou gaan spelen in het Amsterdamse culturele leven. Husly was in 1765 samen met de kunstverzamelaar Cornelis Ploos van Amstel een van de oprichters van deze Stadstekenacademie, en werd vervolgens een van de directeuren. Hij zou er in de komende decennia les geven en ook een aantal openbare lezingen verzorgen, waarvan er een aantal in druk zouden verschijnen. Ook als theoreticus verwierf Husly zo een zekere naam.

## Werk buiten Amsterdam
Husly wist al snel ook buiten Amsterdam opdrachten te verwerven. Reeds in 1764 was hij betrokken bij de bouw van de nieuwe Stadswaag in Arnhem, ontworpen door zijn zwager Hendrik Viervant. In 1772-1775 verrees in Harlingen een nieuwe hervormde Grote Kerk met een plattegrond in de vorm van een Grieks kruis, waarvoor Husly - in elk geval als maker van de stucversiering bij de bouw betrokken - vermoedelijk de plannen tekende. Vrijwel tegelijk wist hij de opdracht te verwerven voor de bouw van het nieuwe raadhuis in Weesp (1772-1776).
Tussen 1789 en 1793 ontwierp hij vermoedelijk voor Kasteel Hardenbroek bij Cothen een nieuwe achtergevel. Ook als tuinarchitect werd Husly tegelijk actief; in 1789 adviseerde hij de gewezen gouverneur van de Kaapkolonie, Joachim Plettenberg, bij de aanleg van zijn landgoed Windesheim nabij Zwolle.

## Rol bij stilistische vernieuwing
Hoewel juist opvallend door zijn brede beheersing van verschillende stijlen, geldt Husly als een van de belangrijkste en begaafdste vertegenwoordigers van de zogenaamde Lodewijk XVI-stijl in Nederland. Deze stroming, oorspronkelijk bedoeld als interieurstijl, vormde een reactie op de naar de smaak van sommigen al te lichtzinnig geworden 'nieuwe zwier' van de rococo, de daarvoor heersende mode. Vanaf 1770 krijgen zowel interieurs als architectuur langzaamaan een wat strenger en soberder aanzien. Een vroeg voorbeeld van deze stijl is Husly's ontwerp voor het stadhuis van Weesp (1771-1776), dat zeer duidelijk is geïnspireerd op het classicistische Stadhuis van Amsterdam (1648-1664) van Jacob van Campen. Hoezeer het in de bouwtijd gewaardeerd werd, blijkt uit de publicatie van de opstandtekening van de voorgevel als 'Proefstuk der Hedendaagsche Bouwkunde' met beschrijving in De Maandelykse Nederlandsche Mercurius in 1776, nog in het jaar waarin het bouwwerk werd voltooid.

## Gewonnen prijsvragen
Husly won in het laatste kwart van de achttiende eeuw drie architectuurprijsvragen: in 1775 voor het Stadhuis van Groningen, in 1776 voor het koorhek in de Janskerk in Gouda (uitgevoerd 1782), en in 1786 voor het genootschap Felix Meritis in Amsterdam. In het verlengde van zijn nieuwe koorhek in de Goudse Janskerk ontwierp hij daar later ook de herengestoelten.
Zijn waarschijnlijk bekendste ontwerp is dat voor het nieuwe gebouw van het genootschap Felix Meritis (1787-1789) in Amsterdam. De winnende inzending, een ten opzichte van zijn omgeving enorm gebouw met kolossale halfzuilen aan de Keizersgracht, was van de hand van Husly. Het diende vermoedelijk als voorbeeld voor de nieuwe voorgevel waarvan Roelof Roelofs Viervant (neef van Leendert de Jongere) in 1791 Kasteel Ter Horst in het Gelderse Loenen voorzag.

## Het Stadhuis van Groningen
Zo mogelijk nog imposanter was Husly's ontwerp voor het Stadhuis van Groningen uit 1775, wederom na een gewonnen prijsvraag, onder het motto Naar 't programma. Zijn uiteindelijke zege bij het concours was vermoedelijk mede te danken aan zijn relatie met de bekende medicus Petrus Camper, die in feite in zijn eentje de jury vormde. Aanvankelijk had deze overigens het ontwerp van Jacob Eduard de Witte als eerste op de voordracht gezet. Aan de uitvoering van Husly's ontwerp zou door allerhande tegenslagen echter pas na een aantal aanzienlijke vereenvoudigingen en bezuinigingen in 1793 daadwerkelijk begonnen worden. Voltooid werd het na een langdurige bouwstop pas in 1810, jaren na Husly's overlijden. Het gebouw geldt als een van de beste voorbeelden van de typisch Hollandse variant van het neoclassicisme en was een van de eerste monumentale gebouwen in Nederland met een vrijstaande zuilenportiek.
Andere vroege voorbeelden van zo'n zuilenportiek, later ontworpen maar eerder gerealiseerd, vormen het Rechthuis in Westzaan (1781-1783, Johan Samuel Creutz), het Rechthuis in Westkapelle (1783, Coenraad Kayser), het Teylers Hofje in Haarlem (1785-1787, Leendert Viervant de Jongere), het Sint-Jacobsgasthuis in Schiedam (1786-1789, Jan Giudici) en de Villa Eindenhout in Haarlem (1793), Pierre Esaie Duyvené). 

## Husly en de Patriotten
Felix Meritis was een sterk patriotsgezind cultureel genootschap. Ook Husly zelf zou in de jaren tachtig steeds meer betrokken raken bij de patriottenbeweging. Daarbij zou hij voor de Gelderse patriottenleider Robert Jasper van der Capellen tot den Marsch min of meer als spion en contactpersoon in Amsterdam fungeren. Al in 1773 had Husly Van der Capellen, hoewel woonachtig op een buiten bij Zutphen, tot honorair lid van de Amsterdamse Tekenacademie gemaakt.
Ongetwijfeld dankzij die relatie kreeg Husly in 1785 de opdracht voor de bouw van een mausoleum voor diens in 1784 overleden neef Joan Derk van der Capellen tot den Pol op de heide bij Gorssel, dat echter al in 1788 door orangistische vandalen opgeblazen werd.
Al in 1773 had Husly voor de Amsterdamse arts Jacob Ploos van Amstel - een jongere broer van Cornelis - een monument ter ere van de in patriotse kring vereerde Hugo de Groot ontworpen, in de vorm van een kolossale rondtempel van achttien vrijstaande Korinthische zuilen. Die had op de plaats van het dan te slopen Slot Loevestein moeten komen. Op 22 maart 1773, de 153-ste verjaardag van de befaamde ontsnapping per boekenkist, werd een door een zekere Hendrik Voerman van papier-maché vervaardigd model aan de leden van het patriotse genootschap Concordia et Libertate in Amsterdam gepresenteerd.

## Laatste jaren
In of kort voor 1792 maakte Husly een reisje naar de Duitse stadjes Bentheim en Burgsteinfurt, direct ten oosten van Oldenzaal over de grens. Daarover bracht hij verslag uit aan zowel Felix Meritis als Concordia et Libertate, waarvoor hij wel vaker voordrachten verzorgd had.
Husly was al sinds 1771 na een val van een steiger kreupel. Na 1790 begon zijn gezondheid hard achteruit te gaan. In 1794 legde hij zijn directeurschap van de Stadstekenacademie neer en verliet hij Amsterdam om zich op een boerderij bij Kampen te vestigen. Daar is hij begin van 1796 na een attaque overleden en in een eigen groeve in de Hervormde Kerk van IJsselmuiden begraven.

## Bouwkundig werk van Husly
- 1772-1775: Grote Kerk van Harlingen (met Willem Douwes)
- 1772-1776: Stadhuis van Weesp
- 1775:      Herengracht 382 in Amsterdam
- 1778/1783: Frankendael in Amsterdam (toegangshek)
- 1787-1789: Felix Meritis in Amsterdam
- 1789-1790: Statencollege (Rode Steen 16) in Hoorn (met Leendert Viervant)
- 1790-1791: Herengracht 40 in Amsterdam (toeschrijving)
- 1791-1793: Kasteel Hardenbroek bij Cothen (toeschrijving)
- 1793:      Herengracht 547 in Amsterdam (toeschrijving)
- 1793-1795 en 1802-1810: Stadhuis van Groningen

## Zijn bibliotheek
Twee jaar na zijn overlijden werden 300 boeken uit zijn bibliotheek ter veiling aangeboden, waaronder 31 boeken over bouwkunde, tekenkunde, schilderkunst en perspectief. De verzameling was vrij compleet voor wat betreft eigentijdse en klassieke architectuurtheoretische werken.